# ماريا هاغلوند
ماريا هاغلوند (بالسويدية: Maria Haglund)‏ هي راكبة الكنو سويدية، ولدت في 6 مايو 1972 في كارلسكوغا في السويد.

## وصلات خارجية
- ماريا هاغلوند على موقع اللجنة الأولمبية الدولية (الإنجليزية)
- ماريا هاغلوند على موقع أوليمبيديا (الإنجليزية)
- ماريا هاغلوند على موقع اللجنة الأولمبية السويدية (السويدية)